# Круглово (Слободський район)
Кругло́во (рос. Круглово) — село у складі Слободського району Кіровської області, Росія. Входить до складу Світозаревського сільського поселення.
Населення становить 5 осіб (2010, 13 у 2002).
Національний склад станом на 2002 рік — удмурти 100 %.